# Vereinigung ohne Gewinnerzielungsabsicht
Die Vereinigung ohne Gewinnerzielungsabsicht (Abkürzung VoG; niederländisch Vereniging zonder winstoogmerk, VZW, französisch Association sans but lucratif, ASBL) ist in Belgien neben der Stiftung eine Rechtsform für gemeinnützige Vereine bzw. Non-Profit-Organisationen, die entweder als nationaler Verein (verenigingen zonder winstoogmerk, association sans but lucratif) oder als internationaler Verein (internationale verenigingen zonder winstoogmerk, association internationale sans but lucratif) errichtet werden können.
Sie wurde mit Gesetz vom 27. Juni 1921 eingeführt. Bis zum Jahr 2002 lautete der Name Gesellschaft ohne Erwerbszweck (GoE). Am 2. Mai 2002 wurde dann eine Gesetzesänderung vorgenommen, ein Königlicher Erlass vom 26. Juni 2003 regelte weitere Einzelheiten. Es wurde insgesamt mehr Transparenz sowie eine veränderte Form der Buchhaltung geschaffen.
Die Satzung muss in Übereinstimmung mit der belgischen Sprachengesetzgebung aufgestellt werden. Hat die Vereinigung ihren Sitz in der Flämischen Region Belgiens, ist die Satzung in niederländischer Sprache, in der Wallonischen Region in Französisch und im deutschsprachigen Gebiet in Deutsch aufzustellen. Befindet sich der Sitz in der Region Brüssel-Hauptstadt, besteht ein Wahlrecht zwischen Niederländisch und Französisch.

## Internationale VoG (IVZW, AISBL)
Da Belgien und insbesondere Brüssel der Sitz vieler internationaler Organisationen ist, hat diese Rechtsform für international ausgerichtete Non-Profit-Organisationen eine besondere Stellung. Seit der Gesetzesreform kennt das belgische Recht neben der innerbelgischen VoG auch eine Internationale Vereinigung ohne Gewinnerzielungsabsicht (dt. abgekürzt IVoG, niederländisch Internationale vereniging zonder winstoogmerk, IVZW, französisch Association internationale sans but lucratif, AISBL).
Beispiele für eine IVoG sind die Europapartei Allianz der Liberalen und Demokraten für Europa, ID4me und Volt Europa, die ihren Sitz jeweils in Brüssel haben.

## Weitere Vereinigungstypen in Belgien
Neben der VoG, die als juristische Person eingestuft wird, besteht in Belgien darüber hinaus die nichtrechtsfähige Faktische Vereinigung (niederländisch feitelijke vereniging, englisch de facto association, französisch association de fait), ein clubartiger Zusammenschluss von natürlichen oder juristischen Personen mit gemeinsamen Zielen. Die Faktische Vereinigung stellt keine Rechtsperson dar und dadurch bleibt unter anderem jedes Mitglied für die Schulden der Vereinigung unbeschränkt haftbar.
Seit der Neugestaltung des belgischen Vereinsrechts durch eine umfassenden Gesellschaftsrechtsreform 2019 sind auch gewerbliche Vereine mit Gewinnerzielungsabsicht zulässig.

## Andere Länder
In Luxemburg existiert eine entsprechende Rechtsform, die sich dort jedoch Verein ohne Gewinnzweck nennt, aber ebenfalls mit VoG abgekürzt wird.
Jedoch gilt hier die Einschränkung, dass statt der Abkürzung VoG in der Regel die französische Abkürzung a.s.b.l. verwendet wird, da im Gegensatz zu Belgien in Luxemburg Gesetzestexte im Allgemeinen nur in französischer Sprache veröffentlicht werden. In Luxemburg wurde der rechtliche Rahmen zuletzt mit dem Gesetz vom 7. August 2023 modernisiert, das unter anderem die vereinfachte Online‑Gründung, ein zweistufiges Organmodell (Vorstand/Generalversammlung) sowie die Pflicht zur Eintragung wirtschaftlich Berechtigter einführte.
Ebenfalls existiert diese Rechtsform in der früheren Kolonie Belgisch-Kongo, der heutigen Demokratischen Republik Kongo.
Des Weiteren besteht ein Entschließungsantrag des Europäischen Parlaments aus dem Jahr 2001, der die Forderung nach einem Europäischen Verein ohne Gewinnzweck beinhaltet.